# Blackheath (Le Cap)
Blackheath est un faubourg de la ville du Cap, province du Cap-Occidental en Afrique du Sud. Il est rattaché administrativement à la municipalité métropolitaine de la ville du Cap.

## Localisation
Traversé d'est en ouest par l'autoroute M 12, Blackheath est situé entre les routes R300 et R102, à l'est de Delft et de Belhar, à l'ouest de Kuils River et au nord du faubourg de Blue Downs.

## Quartiers
Blackheath se divise en 21 quartiers : Bellville Teachers' Training College, Blackheath SP, Camelot, Danarand, Gersham, Hagley 1, Hagley 2, Hagley 3, Happy Valley, Highbury, Highbury Park, Kalkfontein 1, Kalkfontein 2, Oakdene, Rustdal, Silveroaks Industrial, Sunbird Park, Vogelvlei, Wembley Park, Wimbledon Estate 1 et Wimbledon Estate 2.

## Démographie
Selon le recensement de 2011, Blackheath compte 56 234 résidents, essentiellement issus de la communauté coloured (63,22 %). Les bantous, population noire majoritaire en Afrique du Sud, représentent 33,44 % des habitants tandis que les blancs représentent 0,91 % des résidents.
La langue maternelle dominante au sein de la population est l'afrikaans (53,52 %) suivi du xhosa (19,78 %) et de l'anglais sud-africain (17,88 %).

## Historique
Blackheath fut fondé comme quartier destiné à la population coloured dans le cadre du Group Areas Act. 

## Circonscriptions électorales
Blackheath se situe dans le 6e arrondissement (sub council 6) et, principalement, dans le 21e arrondissement du Cap (sub council 21). Il se partage entre 4 circonscriptions municipales :
- la circonscription municipale no 6 (Bellville South - Bellville South Industrial - Glenhaven - Greenlands - Vogelvlei - Sack's Circle Industria - Bellville Landfill - CPUT). Le conseiller municipal élu de cette circonscription est Mercia Kleinsmith (DA)[2].
- la circonscription municipale no 11 (Amandelsig - Elim - Sarepta - De Kuilen - Brandtwood - Klipdam - Oakdene - Silveroaks - Kalkfontein - Amandelsig au sud de Kerk Street, au sud-est de bloemkolk Street, au nord-est de Diedrikkie Road, au nord-ouest de Swaweltjie Street - Brantwood au sud-est de Sarepta, au sud-ouest de van Riebeeck Street, au nord-ouest de Joubert, Brantwood Street, Valotta Avenue, et nord-est de la voie ferrée). Le conseiller municipal élu de cette circonscription est Jacob Jacobs (DA)[3].
- la circonscription municipale no 14 (Loucharmante - Zevendal - Zevenwacht - Zevenwacht Country Estate - Zevenwacht Farm Village - Zevenwacht Mall - Zevenwacht Retirement Village - Saxenburg Park 2 - Wimbledon Estate - Turtle Creek - Vredelust Kuils River - St.Dumas - Silveroaks - Welmoed Cemetery - Penhill - Stellenbosch Farms (Bluedowns) - Stellenbosch (Kuilsrivier) - Saxenburg Park 1 - Rustdal - Lillydale - Eensgevonden - Jacarandas - Eikenbosch - Klein Zevenwacht - Hunters Creek - Hunters Retreat - Greenfield - Austinville - Happy Valley - Benno Park - Kuils River Sports Grounds - Amandelsig au sud de Pou Street, à l'est de Uil Street et au nord-est de Kiewiet Road - Blue Downs CBD au sud-ouest de Buttskop Road, au nord-ouest de Albert Philander Way et eersriv Way et au nord-est de Hindle Road - Gaylee - Jacobsdal Smallholdings - Dennemere - Kleinvlei Town - De Wijnlanden Estate - Eersterivier au sud-ouest de Eersterivier Industria, au nord-ouest de Krause Street, au nord-est de Francoline, Egret, Bernadine, Arlene, Norman et Van Riebeeck Street - Blackheath Industria - Eersterivier Industria - Kloofzicht - Deo Gracia ) dont le conseiller municipal est Bert Van Dalen (DA)[4].
- la circonscription municipale no 19 (Blue Downs CBD au sud de Silversands Avenue et à l'est de Bardale Road - Brentwood Park - Camelot - Delro Village - Driftsands au sud de Hindle Road, à l'ouest de Fairdale Build-up, Kuils River et Mew Way, au nord de la N2, à l'est de Kuilsriver Freeway et de Brentwood Park build-up - Gersham - Hagley - Highbury - Highbury Park - Highgate - Hindle Park - Kuils River Common - Kuilsriver South Smallholdings - rotterdam - Silversands - Stellendale - Sunbird Park - Wembley Park - Wesbank) dont le conseiller municipal est Cynthia Claasen (DA)[5].